# Bhit Shah
Bhit ou Bhit Shah (en ourdou : بھٹ شاہ) est une ville pakistanaise située dans le district de Matiari, dans le centre de la province du Sind. C'est la deuxième plus grande ville du district. Elle est située à près de vingt kilomètres à l'ouest de Tando Adam Khan.
La ville est notamment connue pour abriter le mausolée de Shah Abdul Latif Bhittai.
La population de la ville a été multipliée par plus de deux entre 1998 et 2017, passant de 16 683 habitants à 39 713, soit une croissance annuelle moyenne de 4,7 %, très supérieure à la moyenne nationale de 2,4 %. Selon le recensement de 2023, la population de la ville monte à 45 345 habitants.
|            | 1998 (rec.) | 2017 (rec.) | 2023 (rec.) |
| ---------- | ----------- | ----------- | ----------- |
| Population | 16 683      | 39 713      | 45 345      |